# ザ・プラマー/恐怖の訪問者
『ザ・プラマー/恐怖の訪問者』（ザ・プラマー きょうふのほうもんしゃ、The Plumber）は1979年のオーストラリアのテレビ映画。日本劇場未公開。

## ストーリー
修理と称して部屋に通い、水回りを壊すなど嫌がらせを繰り返す配管工の男に悩まされる妻の恐怖を描く。

## キャスト
- ジル・カウパー - ジュディ・モリス： 大学職員用集合住宅に住む主婦。
- マックス - アイヴァー・カンツ： 配管工。
- ブライアン・カウパー - ロバート・コールビー： ジルの夫。大学医学部教授。
- メグ - キャンディ・レイモンド： ジルの隣人で友人。
- デヴィッド・メダヴォイ - アンリ・ゼプス